# Minucia lunaris
Minucia lunaris — вид лускокрилих комах з родини еребід (Erebidae).

## Поширення
Поширений в Центральній і Південній Європі, Північній Африці, Малій Азії та Казахстані. Віддає перевагу сонячним і сухим місцям, таким як схили, галявини, узлісся, світлі змішані листяні ліси (особливо дубові ліси) та долини.

## Опис

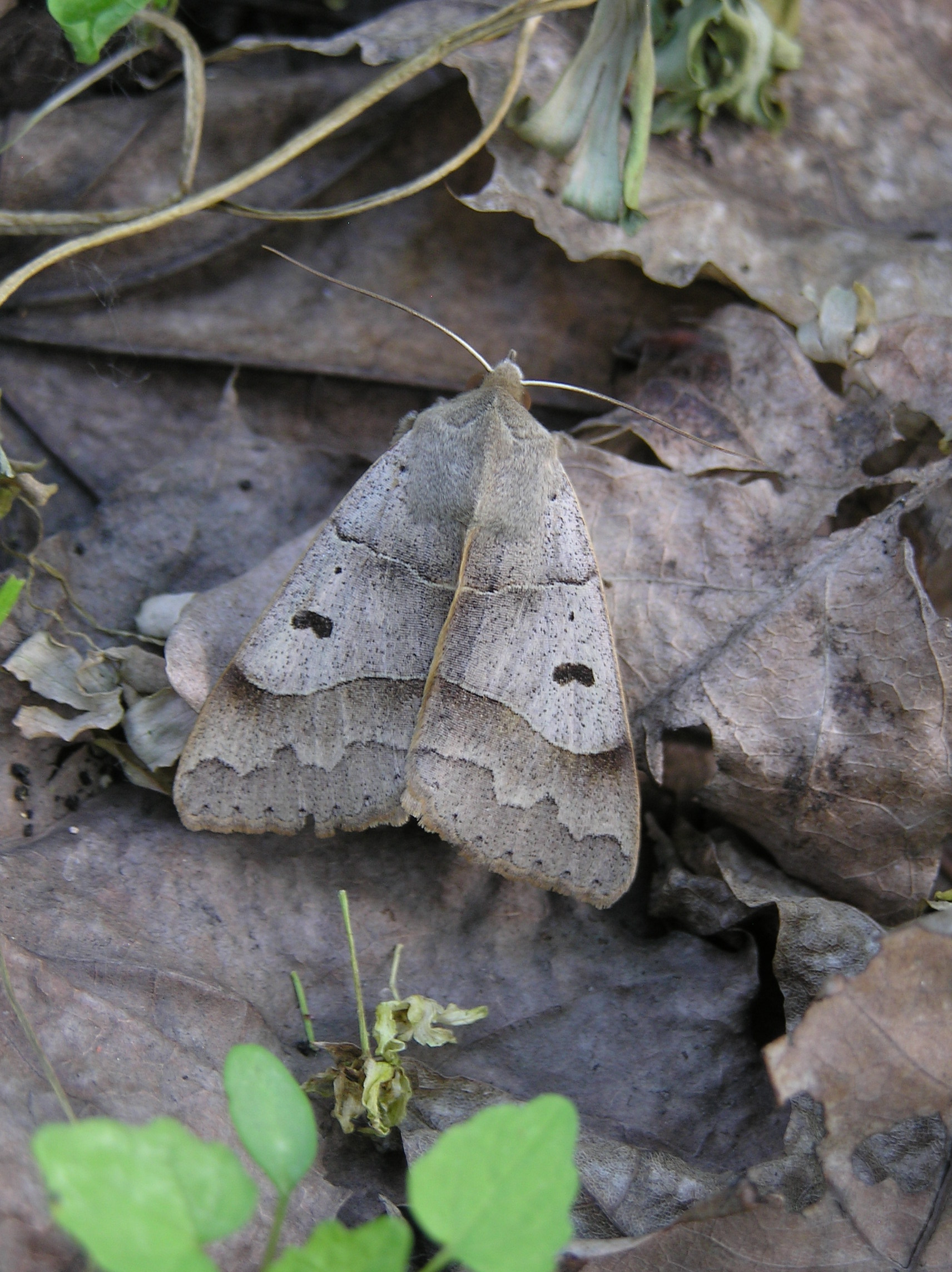

Розмах крил становить 53–61 мм. Переднє крило блідо-попелясто-сіре, злегка присипане темним, з легким охристим відтінком, у самиці завжди темніше, з відтінком блідо-червоно-коричневого; внутрішня і зовнішня лінії жовтуваті, внутрішня майже пряма, злегка загнута всередину на підреберній вені; зовнішня звивиста, наближається до внутрішньої лінії по внутрішньому краю; посередині є кругла коричнева точка. Заднє крило блідо-коричневе, зі слабкою вигнутою блідою серединною лінією перед рудувато-коричневою підкрайовою межею.
Гусениці спочатку світло-коричневі, мають зелені та білі крапки, з червонуватими бічними смугами. Пізні стадії коричнево-сірі з коричневою головою, але з жовтуватими та темнішими подовженими плямами. На спині помітна слабка, відносно широка спинна зона. Дві помаранчево-червоні бічні шишки розташовані на четвертому сегменті; на передостанньому членику утворюються дві невеликі, світло-коричневі, затемнені бахромчасті очниці. До заляльковування гусениці мають довжину 60-70 мм.

## Спосіб життя
Буває одне покоління на рік. Літ метеликів починається в травні і закінчується в кінці червня. Однак у Південній Європі він може початися вже в березні. Тварини ведуть нічний спосіб життя, але зрідка можна побачити, як вони літають над луками вдень. Вночі метеликів можна зустріти біля джерел світла, які вони відразу залишають при найменшій небезпеці. Гусениці живляться бруньками і листям дуба (Quercus). Молоді гусениці спочатку ховаються на нижній стороні листка, пізніше, змінивши забарвлення, сідають на гілочки. Заляльковуються восени, лялечка зимує в суцільному коконі на землі.